# Spectroheliograaf

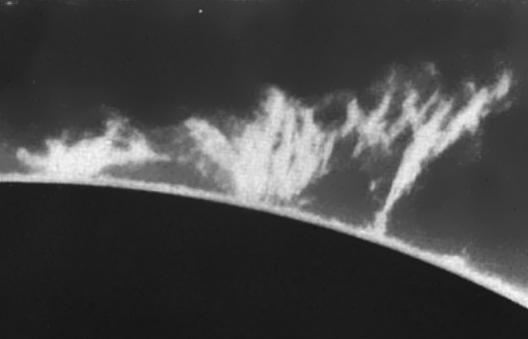
Afbeelding gemaakt met een spectroheliograaf in 1909.

Een spectroheliograaf is een apparaat dat is uitgevonden door de astronoom George Ellery Hale in 1891 om de zon in monochromatisch licht te kunnen observeren. Het apparaat bestaat uit een combinatie van een telescoop en een spectroscoop. Via een spleet kan een enkele spectraallijn uitgekozen worden, waarvan vervolgens met een lens een beeld van de zon geprojecteerd wordt.